# Shania Gooris
Shania Gooris (Brasschaat, 10 mei 2000) is een Vlaamse tv-persoonlijkheid. 

## Biografie
Shania is de dochter van zanger Sam Gooris en presentatrice en model Kelly Pfaff. Het publiek maakte in 2002 kennis met haar als peuter in de realitysoap De Pfaffs rond de familie van haar grootvader Jean-Marie Pfaff, een populaire oud-voetballer. Vanaf 2021 is ze samen met haar ouders en broer Kenji in de VTM2 serie Expeditie Gooris te zien waarin ze elk seizoen een reis maken. In seizoen 1 maakten ze een reis door Europa (België, Duitsland, Kroatië en Italië), in seizoen 2 door de Verenigde Staten, in seizoen 3 door Japan, en in seizoen 4 ging de familie naar Australië.
In 2022 was ze te zien in Waarheid, durven of doen op VTM in een aflevering samen met Kate Ryan, Lennert Coorevits en Stefaan Degand. Sinds 2023 maakt ze samen met booktokker Yasmine Van Den Meersch voor MNM de podcast READ THIS!, waarin ze wekelijks een boek bespreken. In 2025 nam zij deel aan Dancing with the Stars op VTM.

## Filmografie

### Televisie
- Dancing with the Stars (2025) - als zichzelf
- De Tafel van Gert (2025) - als zichzelf
- Ons DNA (2022) - als zichzelf
- Expeditie Gooris (2021, 2023, 2024-2025) - als zichzelf
- Waarheid, durven of doen (2022)
- Groeten uit... (2020) - als zichzelf
- De Pfaffs (2002-2011) - als zichzelf

### Film
- Plop in de stad (2006) - als fietser